# Svalbarðshreppur
Svalbarðshreppur – gmina w północno-wschodniej Islandii, w regionie Norðurland eystra, nad zatoką Þistilfjörður. Bardzo słabo zaludniona gmina - łącznie zamieszkuje ją niecałe 100 mieszkańców. Siedziba gminy znajduje się w pobliskim Þórshöfn w sąsiedniej gminie Langanesbyggð. 

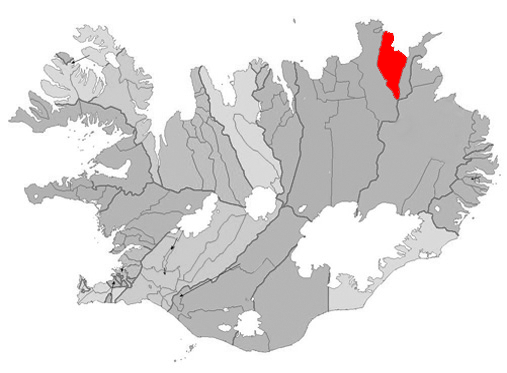
Położenie gminy Svalbarðshreppur na mapie administracyjnej kraju

Przez gminę biegnie droga nr 85, która łączy ją z Þórshöfn na wschodzie i Kópasker na zachodzie.